# John Barrasso
John Barrasso (Reading, 1952. július 21. –) amerikai politikus, szenátor (Wyoming, 2007 – ). A Republikánus Párt tagja.

## Pályafutása
Barrasso a washingtoni Georgetown Egyetemen kapta alapdiplomáját 1974-ben, majd ugyanitt szerzett orvosi végzettséget 1978-ban. Ezután a Yale Egyetemen volt rezidens, és ortopéd sebészi szakvizsgát tett. A Wyoming Medical Center nevű kórházban dolgozott a wyomingi Casperben.
2002-től 2007-ig a wyomingi szenátus tagja volt. 2007 júliusában kormányzói kinevezéssel került a washingtoni Szenátusba, a hivatalában elhunyt Craig L. Thomas szenátor helyére. 2008-ban megnyerte Thomas helyéért kiírt időközi választást, majd 2012-ben és 2018-ban is újraválasztották. Mandátuma 2025. január 3-án jár le.